# Tema de Rosario
"Tema de Rosario" es una canción compuesta e interpretada por el músico originario de Rosario Lalo de los Santos. Es el primer tema del lado B, perteneciente a su primer trabajo discográfico como solista, titulado Al final de cada día, el cual fue editado por el sello RCA Víctor en 1984 y producido por Litto Nebbia. Es considerada como su canción más famosa y la más difundida del artista.

## Historia
La canción fue compuesta en el año 1982 cuando Lalo fue a ver a Juan Carlos Baglietto en su primer recital en Obras.
Si bien la canción fue grabada en 1984, fue presentada oficialmente un año antes; el 19 de marzo de 1983. Ese día se realizó, en el estadio de Newell's Old Boys de Rosario, el Rosariazo Rock 83, protagonizado por Litto Nebbia y Juan Carlos Baglietto como figuras centrales, en un espectáculo que reunió a varios de los compositores que alimentaban el movimiento de músicos rosarinos que recientemente había cautivado al público nacional desde su presentación en Buenos Aires, como Adrián Abonizio y Jorge Fandermole, entre otros. Por entonces la prensa de Buenos Aires ya empezaba a hablar de la llamada Trova Rosarina.
Lalo de los Santos interpretó la canción en vivo a nivel nacional en el Estadio de Newell’s Old Boys de Rosario.

## Interpretación
En gran medida la letra va profundizando y habla de varias partes de la ciudad de Rosario; como también rasgos autobiográficos del autor.

## Otras versiones
- Litto Nebbia
- Silvina Garre
- Lalo de los Santos